# 納國斯隆德
在英國作家約翰·羅納德·瑞爾·托爾金（J.R.R. Tolkien）的奇幻小說世界中土大陸裡，納國斯隆德（Nargothrond）是一處位於貝爾蘭（Beleriand）西部的精靈城市和王國。
納國斯隆德是芬羅德（Finrod）與矮人一起建成的要塞，於淌哈拉德之戰（Battle of Tumhalad）後被敵人攻破掠奪，成為格勞龍（Glaurung）的巢穴，最終隨著貝爾蘭一起沉落大海。

## 地理
納國斯隆德要塞位於納羅格河（Narog）西岸的地下溶洞網，處於法羅斯森林高地的底下，座落在安德蘭（Andram）山脈西盡連接著納羅格河的峽谷旁。在要塞的北邊有一道名為林威爾溪（Ringwil）的小河。
要塞入口的對岸會先見到芬羅德於東岸堆砌的小山，伊西爾山（Mount Ethir），用作要塞的前哨和監視。再過去便是一大片稱為迪能平原（Talath Dirnen）的原野，那裡長期受到納國斯隆德精靈的嚴密監視。那處平原上唯獨路斯山（Amon Rûdh）不屬納國斯隆德或多瑞亞斯的管轄，後來那裡落到率領亡命之徒的圖林·圖倫拔（Túrin Turambar）手上。
納羅格河水流湍急，唯有它與金理斯河的交匯處才能渡河，但繞至要塞背後仍有法羅斯森林（Taur-en-Faroth）高地掩護守軍，形成天險方便精靈防禦。後來圖林進入要塞後，鼓動起要塞的精靈築橋出擊敵人，最終讓敵人利用大橋輕易渡過天險。

### 領土
納國斯隆德國王在中土大陸諾多族最高君王的繼承次序排得很後，但王國的領土卻是眾精靈國度中最大的。由納國斯隆德為中心，其領土北抵西瑞安島（Tol Sirion）及多索尼安（Dorthonion），東至多瑞亞斯邊境，西迄南寧河（Nenning）與威斯林山脈（Ered Wethrin），南到大海，並於法拉斯一處海角有一座稱為寧瑞斯塔（Barad Nimras）的瞭望塔看守大海，囊括了大部份的西貝爾蘭土地。

## 名字
納國斯隆德（Nargothrond）一名是辛達語，意思是「納羅格河的地下要塞」Underground fortress on the River Narog。小矮人稱這裡為努路克奇丁（Nulukkhizdîn），意思及所屬語言不明，可能取自矮人語。

## 總覽
納國斯隆德是費納芬家族精靈的王國和統治中心，在返回了中土大陸後他們主要聚居於西貝爾蘭，後來芬羅德受維拉烏歐牟（Ulmo）在夢中指示後，決定建立隱匿要塞以避免魔苟斯的攻擊。在參觀了明霓國斯（Menegroth）後，芬羅德遂獲啟發於納羅格河底下的洞穴建立要塞。要塞建立後，大部份西貝爾蘭的精靈都隸屬於芬羅德的統治之下，除了法拉斯（Falas）的精靈以外。
納國斯隆德與法拉斯、多瑞亞斯的辛達族精靈（Sindar）十分熟絡，也有一定的親族血緣，並且互相結盟，雙方的信使也共同享用艾林優歐（Aelin-uial）的渡口以跨越西瑞安河。芬羅德的國度把扼了進出西貝爾蘭的主要通道，西瑞安通道（Pass of Sirion），因為他在西瑞安島上建立了米那斯提力斯塔以抵禦敵人，並派了侄子（另一版本是弟弟）歐洛隹斯（Orodreth）防守那裡。島嶼至泰格林河渡口（Crossings of Teiglin）、迪能平原之間有條道路方便精靈調度兵力，後來被半獸人所佔領。至於多索尼安則是由他的兩位弟弟，安格羅德（Angrod）和艾格諾爾（Aegnor）執掌。
要塞的居民最初都是小矮人（Petty-Dwarves），但他們遭到精靈的獵殺（因為他們不清楚小矮人是矮人的分支）和驅逐，故此納國斯隆德的洞穴落到諾多族精靈之手。當那裡被敵人攻破後，格勞龍以要塞為巢穴，並窩藏牠在掠奪中所獲的諾多族珍寶。牠死後小矮人密姆（Mîm）進入納國斯隆德，自稱為要塞之主，但胡林（Húrin）來到並殺掉他為兒子圖林報仇。納國斯隆德從此再無任何統治者或居民。

## 歷史

### 早年
小矮人是矮人的分支，因為不明原因而在遠古被族人所放逐。他們進入了貝爾蘭後，一部份聚居在納國斯隆德，將這裡命名為努路克奇丁，並開發和擴大這裡的洞穴。
太陽紀50年，芬羅德與特剛旅行，抵達艾林優歐時在睡夢中接獲烏歐牟的指示，遂意欲建立隱藏城市以抵禦魔苟斯（Morgoth）。兩年後，芬羅德參觀了多瑞亞斯（Doriath），決定按明霓國斯的模樣建立納國斯隆德，多瑞亞斯國王埃盧·庭葛（Elu Thingol）派人引領芬羅德找到納國斯隆德的洞穴。
芬羅德遂在隆恩山脈的矮人幫助下，開始建立要塞，矮人們亦驅逐了所有小矮人。花了五十年時間（102年），納國斯隆德要塞終於建成，大量精靈也遷入這裡，芬羅德亦從米那斯提力斯搬到要塞居住，費納芬家族的所有成員為此在要塞舉行了一次慶典。

### 班戈拉赫戰役前後
310年，芬羅德旅行至歐西瑞安（Ossiriand），遇到首批進入貝爾蘭的伊甸人（Edain）。其中一位首領比歐（Bëor）成為了芬羅德的家臣，陪同他回到納國斯隆德，直至他在355年老死在那裡。這也開始了比歐族人類與費納芬家族的友誼和合作。
455年，班戈拉赫戰役（Dagor Bragollach）爆發，納國斯隆德王國受到猛烈攻擊，多索尼安及西瑞安通道先後淪陷敵手，納國斯隆德領土大減。457年，費諾眾子的凱勒鞏（Celegorm）與庫路芬（Curufin）救援了從西瑞安島敗退的歐洛隹斯，並隨他一起返回納國斯隆德，加上許多辛達族逃入納國斯隆德，增強了當地的兵力。然而此舉也埋下未來內鬨的伏線：費諾那兩位兒子驕傲得想害死芬羅德，並篡奪這裡的王位。
458年起，魔苟斯的攻勢受到強烈抵抗，讓納國斯隆德得以享受一段短暫的和平。可是465年，內鬨終於爆發，伊甸人貝倫（Beren）來到請求芬羅德念在其父救他一命之恩，幫助他摘下一枚精靈寶鑽（Silmaril）。掌握人心並勢力強大的費諾兒子恐嚇眾人，表示他們幫助貝倫的話，魔苟斯將會摧毀他們，誘使他們離棄芬羅德。芬羅德遂憤而擲下王冠，帶著尚忠於他的十位精靈與貝倫出發，最終他死於索倫（Sauron）的狼人手下。
然而露西安（Lúthien）與神犬胡安戰勝了索倫，解放西瑞安島，許多被囚的精靈獲釋回到要塞，述說著露西安的事蹟。眾人之心被解放，擁戴了歐洛隹斯為王，費諾那兩位兒子被逐出要塞。不過費諾兒子的恐嚇仍流連在眾人之心，他們遂改用秘密作戰的方式抵抗邪惡，拒絕再公開出戰，也不容許任何外人進入。歐洛隹斯因著費諾兒子的惡行，不肯派兵參與尼南斯·阿農迪亞德戰役（Nirnaeth Arnoediad），唯有納國斯隆德的貴族葛溫多（Gwindor）帶著部屬加入芬鞏的指揮，可是他的人馬卻自此一去不返。

### 掠奪及毀滅
精靈在第五戰役慘敗後，敵人自由通行貝爾蘭全境，納國斯隆德也受騷擾。480年代末期，圖林圖倫拔與他的亡命之徒大力打擊魔苟斯的部隊，引發一些精靈的出戰之心，但歐洛隹斯還是謹慎地拒絕，並要求圖林避免讓戰火蔓延至納國斯隆德，而他會向圖林提供一些援助。489年，半獸人利用叛徒攻入圖林的根據地，想將他抓回安格班（Angband）。搜索著圖林的精靈畢烈格（Beleg）解救了逃出敵人奴役的葛溫多，不過在釋放圖林的過程裡畢烈格遇害，於是葛溫多將圖林帶回了納國斯隆德。
圖林加入了精靈的防禦，儘管後來他的身份曝光了，可是他卻越來越受國王的重用，甚至聽從他的建議，築橋公開出戰。精靈們大獲全勝，嬴得了短暫和平，卻自曝位置，招來了魔苟斯的攻擊。495年春天，瑟丹（Círdan）奉烏歐牟之命派來兩位使者警告納國斯隆德的厄運將近，歐洛隹斯和驕傲的圖林沒有聽從維拉的諫言。
半年後秋天來臨，格勞龍統率一支強大的部隊進軍納國斯隆德，歐洛隹斯出戰，雙方在淌哈拉德原野（Field of Tumhalad）決戰。寡不敵眾的精靈節節敗退，終面臨他們的厄運，歐洛隹斯死在戰場上，圖林生還但也無法扭轉局勢。冬天時敵人長驅直入，洗劫和破壞了納國斯隆德，擄走並殺害絕大部份倖存的居民，納國斯隆德自此毀滅。

### 戰後
格勞龍在要塞前欺騙了圖林，讓他趕去拯救自己的母親和妹妹，而摒棄了歐洛隹斯之女芬朵菈絲（Findulias），令她最後遇害。格勞龍亦自此入主了納國斯隆德，將芬羅德的寶物收歸己有，將要塞墮落成為黑暗和恐怖之地。
496年，莫玟（Morwen）、妮諾爾及一隊多瑞亞斯精靈來到要塞附近搜索圖林。他們的領隊梅博隆（Mablung）進入了要塞，但同時格勞龍卻攻擊了留在伊西爾山的隊員，莫玟失蹤、妮諾爾（Niënor）的記憶全被惡龍的魔法奪走。梅博隆的搜索無功而還，妮諾爾後來更失蹤，並逃到貝西爾（Brethil）森林，最終與圖林成婚，導致悲劇發生。
格勞龍繼續蟄伏在納國斯隆德，在498年派半獸人攻擊貝西爾，再於翌年（499年）春天親自進攻當地，結果牠被圖林刺殺身亡，但亦揭露了妮諾爾與圖林之事，令圖林於悲憤下自殺。納國斯隆德自此清空，但人們因著對惡龍的記憶而不敢接近要塞，小矮人密姆入主該地，宣稱自己是要塞和裡面珍寶的主人。
502年，圖林之父胡林被魔苟斯釋放，他來到了納國斯隆德，殺害了密姆，報復當初他背叛圖林之仇。胡林拿走了項鍊諾格萊迷爾（Nauglamír），留下其他寶物於要塞之中，自此納國斯隆德被廢棄。憤怒之戰（War of Wrath）後，貝爾蘭陸沉，納國斯隆德要塞與裡面的瑰寶也隨之而沒於波浪之下。

## 資料來源
1. 1 2 3 4 5 6 7 8 9 10  《中土世界的歷史》 Vol.11《珠寶之戰》 "The Grey Annals"
2. ↑  在此採用了聯經版的《精靈寶鑽》及《胡林的子女》（均由鄧嘉菀譯）的譯名。其他版本譯名包括那格斯隆德（聯經版《魔戒三部曲》）和納戈斯隆德（譯林版《精靈寶鑽》）。
3. 1 2 3 4  《精靈寶鑽》 2002年 聯經初版翻譯 第十四章《貝爾蘭及其疆域》
4. ↑  《精靈寶鑽》 2002年 聯經初版翻譯 附錄地圖
5. 1 2 3 4 5 6 7  《精靈寶鑽》 2002年 聯經初版翻譯 第二十一章《圖林·圖倫拔》
6. ↑  《精靈寶鑽》 2002年 聯經初版翻譯 第十四章《貝爾蘭及其疆域》：「費納芬的兒子安格羅德與艾格諾爾從多索尼安的北坡監視整片阿德加藍平原，他們又隸屬他們的哥哥，納國斯隆德的芬羅德王所管。」
7. 1 2 3  《精靈寶鑽》 2002年 聯經初版翻譯 第十四章《貝爾蘭及其疆域》：「而芬羅德也成了西瑞安河與大海之間這整片區域，除了法拉斯之外，所有精靈的王。」
8. ↑  .   [2011-11-30]. （原始内容存档于2020-12-04）.
9. ↑  Thain's Book: Nargothrond 的存檔，存档日期2011-12-22.
10. 1 2  《精靈寶鑽》 2002年 聯經初版翻譯 第十三章《諾多族返回中土大陸》
11. ↑  《未完成的故事》 1998年 HarperCollins重印版 "Of Tour and His Coming to Gondolin"
12. 1 2 3  《精靈寶鑽》 2002年 聯經初版翻譯 第十九章《貝倫與露西安》
13. ↑  《精靈寶鑽》 2002年 聯經初版翻譯 第二十章《第五戰役－－尼南斯·阿農迪亞德》
14. 1 2  《胡林的子女》 2008年 聯經初版翻譯 第八章《弓與盔之地》
15. 1 2 3  《精靈寶鑽》 2002年 聯經初版翻譯 第二十二章《多瑞亞斯的毀滅》
16. ↑  《中土世界的歷史》 Vol.11《珠寶之戰》 "The Wanderings of Hurin"